# Ahamed Muzammil
Ahamed Jamaldeen Mohamed Muzammil (em cingalês: ඒ. ජේ. එම්. මුසම්මිල්; em tâmil: ஏ. ஜே. எம். முஸம்மில்; Colombo, 5 de janeiro de 1949) é um político cingalês, o qual serviu como prefeito da capital do Sri Lanka, Colombo, de 17 de outubro de 2011 a 31 de março de 2016, antecedendo Uvais Mohamed Imitiyas, sob filiação do Partido Nacional Unido.

## Vida pessoal
Muzammil nasceu na capital de seu país, Colombo (Sri Lanka) em 5 de janeiro de 1949. Ainda na infância, se mudou para Kahawatta, onde estudou no Colégio Zahira por toda a vida. Ele também foi membro da comissão técnica do Moors Sports Club, time no qual chegou a ser presidente. No âmbito esportivo, foi vice-presidente do clube de críquete Sri Lanka Cricket.

## Carreira política
O político cingalês, ainda quando estudante, filiou-se ao Partido Nacional Unido no ano de 1970. Logo em seguida, ingressou ao Congresso Muslim do Sri Lanka (SLMC). Ao lado de outros membros do Congresso, Muzammil deixou seu partido e formou a Aliança Democrática Unida (DUA), a qual foi o organizador e administrador principal. Sendo representante desse grupo, lançou sua campanha política como candidato a governador do distrito de Colombo nas eleições gerais de 2004 no Sri Lanka.
Dessa forma, ele se elegeu governador da Província do Oeste; sua vitória, portanto, representou a primeira conquista da Aliança Democrática Unida no país asiático. No entanto, deixou o partido em 2009 quando retornou ao Partido Nacional Unido para se candidatar novamente ao mesmo cargo da mesma província. O resultado foi expressivo, e Ahamed Muzammil foi reeleito.
Quando começou as eleições parlamentares de 2010, o cingalês renunciou ao cargo de governador para se candidatar à prefeitura de Colombo, capital do país asiático. As eleições, após controvérsias partidárias, foram adiadas para 2011, mas Muzammil não desistiu da concorrência e foi escolhido, ainda pelo Partido Nacional Unido, prefeito do município. Sua gestão foi de 17 de outubro de 2011 a 31 de março de 2016.